# Pracownicy morza
Pracownicy morza (fr. Les Travailleurs de la mer) – powieść Wiktora Hugo, napisana na Guernsey w 1865, opublikowana w 1866.

## Treść
Powieść, dedykowana mieszkańcom Guernsey, rozpoczyna się od dokładnego opisu wyspy, który poprzedza właściwą akcję. Lethierry, właściciel łodzi parowej Duranda, traci ją na skutek machinacji swojego wspólnika Clubina. Dowiedziawszy się, że łódź zatonęła na skałach Dover, ogłasza, że odda bratanicę Deruchettę za żonę człowiekowi, który wydobędzie z jej wraku cenny silnik. Niebezpiecznego zadania podejmuje się zakochany w dziewczynie rybak Gilliatt, samotnik mający opinię dzikusa. Dzięki pomysłowości i determinacji dokonuje on wskazanego czynu mimo wielu czyhających nań niebezpieczeństw, pokonując m.in. drapieżną ośmiornicę. Po powrocie przekonuje się jednak, że jego ukochana pragnie wziąć ślub z kim innym – z młodym pastorem Ebenezerem, zaś Gilliatta zwyczajnie się boi. Rybak pozwala dziewczynie odejść, doprowadza do jej małżeństwa, po czym popełnia samobójstwo, biernie czekając na skalnym występie na przypływ morza.

## Cechy utworu
Mieszkając na Guernsey Wiktor Hugo zaczął podziwiać wypełnione pracą i zmaganiem z morskim żywiołem życie mieszkańców wyspy i stąd w jego utworach zaczęły pojawiać się wątki sławiące ludzką pracę i bohaterstwo w walce z naturą. W założeniach Pracownicy morza mieli być powieścią społeczną, ukazującą życie na wyspie. Stali się jednak epopeją o jednym bohaterze, Gilliatcie, i jego wytrwałej walce z żywiołem w celu zdobycia ręki Deruchetty. Gilliatt jest kolejnym, najbliższym Quasimodo i Valjeanowi, wcieleniem hugoliańskiego „potwora” – człowieka wyrzuconego poza nawias społeczny, samotnika, który umie kochać i ponosić ofiary (w odróżnieniu do Valjeana nie ma jednak siły ducha, która pozwoliłaby mu żyć dalej po poświęcenia.
Przed napisaniem powieści Hugo wykonał zadziwiająco dokładną dokumentację życia codziennego na Guernsey i pracy wykonywanej przez mieszkańców, jednak duża część tych materiałów pozostała niewykorzystana. W odróżnieniu od wcześniejszych utworów, w których ważną rolę odgrywały barwne postacie drugoplanowe, w Pracownikach morza dramat rozgrywa się między minimalną liczbą bohaterów, z których tylko Gilliatt jest głębiej nakreślony psychologicznie, natomiast tło społeczne odgrywa mniejszą niż zwykle u Hugo rolę. O wiele istotniejszy jest opis potęgi morza, które – podobnie jak kiedyś katedra paryska – staje się nieożywionym, lecz górującym nad całością „bohaterem” dzieła i głównym twórcą jego specyficznego klimatu.

## Odbiór
Powieść miała ogromne powodzenie, była drukowana w odcinkach w czasopiśmie Le Soleil.